# こなみかなた
こなみ かなた（1958年7月3日 - ）は、日本の漫画家。女性。長野県出身。血液型はO型。

## 概要
1982年、「なかよし」（講談社）に掲載された『ブチねこジャムジャム』でデビュー。デビュー作がそのまま連載作品となった。
猫を主役にした作品を中心に活躍中であり、特に『ふくふくふにゃ〜ん』は発表から20年を超える長い作品となっている。猫の生態をよく観察した描写が特徴。
ペンネームを逆から読むと本名になる。また、父は小学校の教師として、こなみと同郷で高校も同じである伊藤理佐の担任をしていた。

## 作品リスト
- ブチねこジャムジャム
- それいけ!ちゅっちゅ
- ぐうたらミニちゃん
- かわいそ山のオニ子ちゃん
- マリコのあひる
- きーこ&もも
- ワクワクぽん
- ふくふくふにゃ〜ん
- 天の光 地の星
- 楽しいデートをするために…
- 女の子だから知りたいっ!!
- 春まき小麦
- ホーラドラキュラ
- はぐはぐ（原作：沼田朗）
- チーズスイートホーム
- スーと鯛ちゃん